# 征服王
征服王（せいふくおう）は1992年10月から1993年3月にフジテレビの深夜帯（JOCX-TV2）で放送されていた番組である。CS放送(フジテレビ739)で再放送された。

## 概要
様々な業界の著名人をゲストに招き、架空歴史舞台における銃器登場以前の二国間戦争をテーマとした、ウォー・シミュレーションゲームで対戦させるという内容の番組。
ゲストは毎回4名で、それぞれ駒の移動を行うプレイヤーとプレイヤーと戦略を相談する参謀の二人一組の二勢力で分けられている。プレイヤーは勢力別に互いに隔てられた高台の席にてマップボードと駒を使用してゲームを進行していく。
プレイヤーの席がある高台の目下にはゲームに使用されるマップを模したセットが組まれており、その上を武器や盾を持ち甲冑を着て駒に扮した複数名の人間がゲームの進行に合わせて動いていくという人間将棋あるいは人間チェスさながらの大掛かりな演出になっている。
また、ゲーム上では特に触れられていないが、スパルキア（Spalcia）とガイアス（Gaias）の二つの国家による、バルバリア大陸（Barbaria）の覇権をめぐる戦争というバックストーリーが設けられている。前回の戦いの結果を踏まえ、冒頭で語られるストーリー内の勢力図が変化していくというギミックもあった。
ゲームの規模は1ユニット辺りの構成人数や部隊規模も不明のため推測になるが、概ね作戦/戦術級。1ターンのタイムスケールや、1マスがどの程度な距離なのかは明示されておらず、弓などの射程を持ったユニットは登場しない。
なお、メインテーマなどの一部BGMはエジプト人 (映画)からの流用である。

## ルール
ゲームのルールは番組が進行するにつれ幾度か改定された。ここでは主に初期のルールを記述し、変更がなされた箇所はその都度記述する。

### 基本事項
プレイヤーはスパルキア軍（赤色）とガイアス軍（青色）の二つの勢力に分かれて対戦する。
ゲームは縦13×横11マスのスクエア（四角マス）マップボード上で行われ、マップによっては川や岩山などといった特殊な地形が存在する場合がある。
戦闘などでダイスを使用する際は、バルバリア大陸を見守る「運命の神」（声：岡部政明）が赤のダイス（スパルキア側のダイス）と青のダイス（ガイアス側のダイス）を振る。使用するダイスは1～6までの六面ダイス。
ゲームの勝利条件は敵の王の撃破、あるいは城を占領することである。

### 準備
最初にプレイヤーには500Gの資金が与えられ、資金を使用してユニットを購入する。各ユニットには一部隊を購入するのに必要な賃金が設定されており、合計が500G以内に収まるように購入しなくてはならない。番組上でのルール説明では触れられていないが、相互支援などのルールの関係で一番安い軽装歩兵を大量に購入してしまうと非常に有利になってしまうため、購入できるユニットは一種類につき5つまでというプレイヤー間の暗黙のルールがある。
購入したユニットは自軍の領土内（自軍の城がある端から縦5×横11マス以内）に自由に配置できる。互いのユニット配置位置はゲーム開始直後までわからない。新ルールで実装された伏兵（後述）もこの時に設定する。
両軍のユニット配置が終了すると夜明けと共に開戦となり、互いの陣形が明らかにされた後にイニシアティブの決定を行う。ダイス判定を行い、数値が大きい方の軍（引き分けの場合は振り直し）が先攻となる。

### ゲームの進行
先攻、後攻の順番で交代しながら各軍の全てのユニットを動かしていく（移動は強制ではなく任意で、動かずにマスに留まるのも可）。先攻の軍の行動が始まってから、再度先攻の軍の番になるまでを1ターンとして数えられていく。各ユニットの行動は1ターンごとに一回のみである。

### 移動
ユニットは自ターンにそれぞれに決められた移動力分だけ前後左右に動かすことができるが、マップがヘックス（六角マス）ではないので斜めに移動することはできない。地形によっては必要な移動力が増加することがある（進入自体ができない地形もある）。また、部隊の向きを変えるのは移動力に含まれない。
ウォー・シミュレーションゲームによくあるZOC（支配地域）の概念が、マップがスクエアゆえに成立しない（斜めマスは2マス距離があることになるので、もしZOCを導入するには範囲を2マス分に拡大しなければならない）ため、敵ユニットの横を自由に移動することができる。

地形
平地のほか、丘、川、城壁、城がある。丘と川は移動の際余分にコストを1消費する。更に丘は+1、川は-1の修正が戦闘力にかかる。城壁は侵入不可能。城はマップ両端中央に位置し、両王のスタート時の配置位置となる。城の前には赤いマスが1マスあるが、これについては最後まで役割が説明されることはなかった。

### 攻撃
敵部隊に隣接することで攻撃を仕掛ける。ダイスを振り、ユニットの戦闘力にダイスの目の数を加えた数値が高い方が勝利となる（数値が同じになった場合は攻撃側の勝利となる）。攻撃側が勝利した場合は守備側ユニットが消滅、守備側が勝利した場合は攻撃側の攻撃失敗となる。守備側の勝利の際は双方のユニットに影響はない（3回目の放送時から守備側が勝利した際に攻撃側ユニットが消滅するようになった）。勝利後に攻撃ユニットが敵マスを占拠する、戦闘後前進のルールはない。
攻撃側の特権として、ユニットの側面から攻撃を仕掛けると側面攻撃として+1ポイント、背後から攻撃を仕掛けると背後攻撃として+2ポイントのボーナスが攻撃側の戦闘力に加えられる。また、味方のユニットで敵を前後左右から取り囲んで攻撃することによって相互支援効果が発生し、取り囲んだ全ユニットの戦闘力の合計が攻撃側の戦闘力となる。
その他にも戦闘を行う地形によって戦闘力の増減が発生し、これらのボーナスを計算した上で攻撃側の戦闘力が守備側の戦闘力を5ポイント以上上回った場合は、ダイスを振らずに無条件で守備側ユニットが消滅する（1と6が出ても引き分け（つまり攻撃側の勝利）となってしまうため）。
初期の放送では敵ユニットを撃破すると撃破したユニットの賃金の半額の金を得ることができ、得た金で新たなユニットを購入して戦場に送ることができるルールが存在したが、これだと優勢側と劣勢側の戦力比が絶望的なほど開き、逆転がほぼ不可能になって優勢側勝利が固定化されてしまうため、後のルール改定で廃止された。

### 伏兵
7回目の放送時に新たに追加された仕様。
ユニット配置の際に王以外の好きな味方のユニットを一つ選び、伏兵として城から5マス以内に配置することができる。伏兵は必ず配置しなくてはならない。
伏兵の特徴は以下のものになる。
- 伏兵の位置は相手からは見えない。
- 敵ユニットが伏兵のいるマスに乗ると無条件で敵ユニットが消滅し、伏兵が姿を現す。
- 敵ユニットが伏兵のいるマスに隣接すると伏兵が姿を現し、攻撃を開始する。
- 味方ユニットは伏兵がいるマスに止まったり、通過することができる。
- 味方ユニットが伏兵のマスにいるときに敵ユニットに隣接されると伏兵からの攻撃ができない。
- 伏兵は姿を消している間は移動することができない。移動するときは自発的に伏兵を解除する必要がある。
- 伏兵を解除したユニットは以後通常のユニットとして行動する。再び伏兵に戻すことはできない。

### 援軍
22回目の放送時に使用された特別ルール。
ユニット購入時に通常500Gで購入する正規部隊とは別に、援軍部隊を100G以内で購入することが出来る。援軍部隊は10ターン目以降から投入することができ、投入する際は自軍のターンの初めに宣言をする必要がある。
ダイス判定を行い自軍のダイスの数値が敵側のダイスの数値を上回れば援軍投入成功として、自軍の援軍配置エリアに援軍部隊を可能な限り配置することができる（障害物やユニットがあるマスには置けない）。
敵側のダイスの数値より下回っていたり、同じ数値だった場合は援軍投入失敗。さらにペナルティとしてそのターンは全部隊を動かすことができなくなる。

## ユニット
- 王 [King]（戦闘力：7 移動力：3）

プレイヤーの分身であり、倒されると敗北となる。戦闘力は全ユニットの中では最高。最初は城の中にいるが、状況に応じて城から出陣することができる。
当然ながら購入したり補充することはできない。
- 軽装歩兵 [Infantrymer]（戦闘力：3 移動力：3 賃金：20G）

軽装備の歩兵。最も安く購入できるが、その分能力は高くない。賃金の安さを利用した人海戦術には最適である。
- 重装歩兵 [Loplite]（戦闘力：5 移動力：2 賃金：40G）

重装備で身を固めた歩兵。移動力が低下したが、戦闘力が大幅に向上した。移動力が全ユニット中最低なため、攻めより守りに向いている。
- 軽装騎兵 [Light-Cavalrymer]（戦闘力：4 移動力：5 賃金：60G）

最も移動力が高い軽騎兵。戦闘力はやや劣るものの、迅速な攻めが可能。
- 重装騎兵 [Heavy-Cavalrymer]（戦闘力：6 移動力：4 賃金：80G）

重装備の騎兵。王に次いで戦闘力が高いユニットである。移動力もそこそこあるため強力なユニットであるが、一部隊の購入賃金が非常に高いのが欠点。

## 放送リスト
| 回   | 戦場                    | スパルキア         | スパルキア     | ガイアス         | ガイアス         |
| 回   | 戦場                    | プレイヤー         | 参謀           | プレイヤー       | 参謀             |
| ---- | ----------------------- | ------------------ | -------------- | ---------------- | ---------------- |
| 1回  | The Battle of Dragonia  | 森雪之丞           | 高橋幸宏       | つのだ☆ひろ      | 池田貴族         |
| 2回  | The Battle of Barmas    | サエキけんぞう     | 加藤賢崇       | 小林恭二         | 宮城聰           |
| 3回  | The Battle of Auralas   | 松尾貴史           | 宮沢章夫       | すぎやまこういち | 中村光一         |
| 4回  | The Battle of Edoras    | 大森一樹           | 荒戸源次郎     | 大高洋夫         | 伊藤正宏         |
| 5回  | The Battle of Altan     | 桂三木助           | 伊藤克信       | きたろう         | えのきどいちろう |
| 6回  | The Battle of Romes     | 矢作俊彦           | 息子           | 小林恭二         | 宮城聰           |
| 7回  | The Battle of Veilla    | 高津弘樹(光栄)     | 松井智利(光栄) | 榎本38歳         | 土居孝幸         |
| 8回  | The Battle of Galuida   | ダンカン           | グレート義太夫 | 吹越満           | 渡辺祐           |
| 9回  | The Battle of Remus     | 太田光             | 田中裕二       | つのだ☆ひろ      | 田中寅彦         |
| 10回 | The Battle of Tartus    | 大槻ケンヂ         | 氏神一番       | 池田貴族         | マイケル富岡     |
| 11回 | The Battle of Golgona   | 森雪之丞           | 松浦雅也       | 大高洋夫         | 伊藤正宏         |
| 12回 | The Battle of Paltis    | みうらじゅん       | カーツ佐藤     | すぎやまこういち | 中村光一         |
| 13回 | The Battle of Bulmes    | 池田成志           | 三谷幸喜       | 中谷明彦         | 服部尚貴         |
| 14回 | The Battle of Lumbel    | 松尾貴史           | 宮沢章夫       | 黒沢清           | 浅野秀二         |
| 15回 | The Battle of Toros     | 鴫原千太郎         | 久木敏行       | 小松隆志         | 大杉漣           |
| 16回 | The Battle of Windom    | 桂三木助           | 伊藤克信       | きたろう         | えのきどいちろう |
| 17回 | The Battle of Miriadone | サエキけんぞう     | 川勝正幸       | 榎本39歳         | 土居孝幸         |
| 18回 | The Battle of Lygea     | 高津弘樹(光栄)     | 松井智利(光栄) | 飯島雅彦         | 岩切淳           |
| 19回 | The Battle of Influ     | 三谷幸喜           | 池田成志       | 池田貴族         | マイケル富岡     |
| 20回 | The Battle of Medeia    | ガダルカナル・タカ | グレート義太夫 | 小林恭二         | 宮城聰           |
| 21回 | The Book of Tactics     |                    |                |                  |                  |
| 22回 | The Battle of Miliane   | 森雪之丞           | 松尾貴史       | 大高洋夫         | 伊藤正宏         |

## スタッフ
- 企画：清水賢治（フジテレビ）、鈴木吉弘（フジテレビ）
- プロデュース：船津浩一
- 構成：藤原忠邑
- ナレーター：小須田康人（オフィス・ザ・サードステージ）、岡部政明
- 音楽：蓜島邦明
- ゲームデザイン：工藤雅之、「征服王」製作委員会
- ゲーム監修：高橋浩徳
- 技術プロデューサー：石井勝浩
- ＴＤ：木村祐一郎
- ＣＡＭ：礒崎守隆
- ＶＥ：植木康弘
- ＶＴＲ：高梨剣
- ＬＤ：渋谷昇
- ＭＩＸ：倉上宏之（BULL）
- 編集：田口拓也
- ライン編集：星英樹、清水尚行
- ＭＡ：浅川広巳（BULL）
- 音響効果：志田博英
- ＣＧ：桃園隆夫
- 技術協力：バスク、アンサーズ
- スタジオ：TMC砧スタジオ
- 美術プロデューサー：松沢由之、本田邦宏
- デザイン：越野幸栄
- 美術進行：中本友恒
- 大道具：鈴木康之
- コスチューム：アトリエカオス
- 美術協力：フジアール
- ディレクター：河田宣正
- 演出補：浅沼美奈子、荒木尚、古郡真也
- ＴＫ：大野木直子
- 広報：高橋正秀（フジテレビ）
- 演出：星護、杉本達、今野貴之
- 制作協力：共同テレビ
- 制作著作：フジテレビ